# 고지라
고지라(ゴジラ)는 혼다 이시로 감독의 1954년 영화 고지라에 처음 등장하는 일본의 영화 괴물이자 괴수이다. 그 뒤로 도호사가 28개 영화에 고지라를 등장시키면서 고지라는 전 세계적으로 유명한 캐릭터가 되었다. 이 괴수는 비디오 게임, 소설, 만화책, 텔레비전 시리즈를 포함한 수많은 미디어에 등장하였다. 1998년에는 미국에서 리메이크 판 영화가 나왔고 2014년에도 미국에서 리메이크 판 영화가 나와 상영하였다.

## 이름
고지라(ゴジラ)는 두 개의 낱말의 합성어이며, 고릴라와 고래를 뜻하는 일본어 낱말 쿠지라(クジラ, 鯨). 이는 첫 계획부터 크기, 힘, 해양 태생적인 이유로 고지라가 고릴라와 고래의 잡종으로 기술되었기 때문이다. 영명의 뜻은 신의 분노.서방에서는 갓질라(Godzilla), 한국에선 고질라라고 불린다.

## 주무기
방사열선(아토믹브레스) : 입에서 방사능으로 만들어진 광선을 발사한다. 열선은 순수한 방사능에 의한 강한 위력을 가지며, 열선에 맞는 물체는 직폭된다.
체내방사(방사능 펄스): 몸의 방사능을 사방으로 분출한다.
방사선류 : 신 고지라 제 4형태 한정. 방사열선의 일종으로, 다른 방사열선들에 비해 가느다란 편이고 보랓빛이다. 입과 꼬리, 심지어 등에 난 골판에서까지 선류가 나간다.
에너지 소모가 꽤 심한편이라 에너지를 전부 소모하면 다시 에너지를 재충전하는데 많은 시간이 걸린다.

## 영화 목록
- 고질라 (1954년 영화)
- 고지라의 역습(1955)
- 고질라 3 - 괴수의 왕(1956)
- 킹콩 대 고지라 (1962)
- 모스라 대 고지라(1964)
- 3대 괴수 지구 최대의 결전(1964)
- 고질라 7 - 고질라 대 몬스터 제로(1965)
- 고지라·에비라·모스라-남해의 대결투 (1966)
- 괴수섬의 결전-고지라의 아들 (1967)
- 괴수 총진격 (1968)
- 고지라·미니라·가바라-ALL 괴수대진격 (1969)
- 고지라 대 헤도라 (1971)
- 지구 공격 명령-고지라 대 가이강(1972)
- 고지라 대 메가로 (1973)
- 고질라 16 - 메가고질라 대 고질라(1975)
- 메카고지라의 역습 (1975
- 고지라 (1984)
- 고질라 (1998년)
- 고지라 vs 비오란테 (1989)
- 고지라 vs 킹기도라 (1991)
- 고지라 vs 모스라 (1992)
- 고지라 vs 메카고지라(1993)
- 고지라 vs 스페이스 고지라 (1994)
- 고지라 vs 디스트로이어 (1995)
- 고지라 2000 밀레니엄 (1999)
- 고지라 X 메가기라스 G 소멸작전(2000)
- 고지라 모스라 킹기도라 대괴수 총공격 (2001)
- 고지라 X 메카고지라 (2002)
- 고지라 X 모스라 X 메카고지라 도쿄 SOS (2003)
- 고질라 - 파이널 워즈(2004)
- 고질라 (2014년)
- 신 고질라 (2016)
- 고질라: 킹 오브 몬스터 (2019)
- 고질라 VS. 콩 (2021)
- 고질라 x 콩: 더 뉴 엠파이어 (2024)

## 헐리우드 시리즈
- 고질라 (1998년 영화)
- 고질라 (2014년 영화)
- 고질라: 킹 오브 몬스터 (2019년 영화)
- 고질라 vs. 콩 (2021년 영화)

## 애니메이션 영화
- 고지라 (애니메이션 영화) 3부작 (2017-2018)
  - 고지라: 괴수행성
  - 고지라: 결전기동증식도시
  - 고지라: 행성포식자

## TV 애니메이션
- 고지라 S.P: 싱귤러 포인트 (2021)